# Confédération des Pieds-Noirs
Pour les articles homonymes, voir Pieds-Noirs (homonymie) et Blackfoot.
La Confédération des Pieds-Noirs, également connue sous le nom anglais de Blackfoot Confederacy, comprend trois tribus nord-amérindiennes des Grandes Plaines de l'Alberta au Canada et du Montana aux États-Unis : les Siksikas, les Pikunis et les Gens-du-Sang. Dans leur propre langue, le pied-noir, ils se nomment Niitsítapi (« le peuple originel »). 
Ces trois nations partagent depuis plusieurs siècles de nombreuses caractéristiques linguistiques, socio-culturelles et économiques. Ils sont traditionnellement des chasseurs de bison, comme les autres Indiens des Plaines, et ils ont longtemps été considérés comme de redoutables guerriers. Ensemble, ils forment une confédération politique, parfois étendue aux tribus des Tsuu T'ina et des Atsinas. 
Depuis le XIXe siècle, ils vivent principalement dans quatre réserves, trois au Canada et une aux États-Unis. En 2013, leur population totale était de plus de 49 500 individus.

## Unité et diversité ethnique
La Confédération des Pieds-Noirs se compose, à l'origine, de trois groupes : les Pikunis, les Gens-du-Sang et les Siksikas. Ces tribus originelles forment désormais quatre nations distinctes, les Pikunis ayant été séparés en deux groupes par la frontière entre le Canada et les États-Unis, qui possèdent chacune leur propre réserve : les Pikunis du Sud vivent au Montana aux États-Unis et les trois autres nations vivent en Alberta au Canada.
Elles partagent néanmoins plusieurs caractéristiques socio-économiques et culturelles, dont la langue pied-noir qu'ils nomment Niitsipussin (« le vrai langage »), avec seulement quelques légères différences dialectales entre les tribus. De plus, les Pieds-Noirs pratiquent régulièrement le mariage intertribal et se réunissent ensemble pour des cérémonies religieuses,.
Ensemble, ils peuvent former une vaste entité politique comme ce fut le cas lors de la signature du traité de Judith River en 1855. Au moment du premier contact avec les Européens, les Tsuu T'inas (également appelés Sarsis) et les Atsinas (également appelés Gros-Ventres) étaient alliés aux Pieds-Noirs,,,, ; les Atsinas sont ensuite devenus des ennemis vers 1861.

### Terminologie

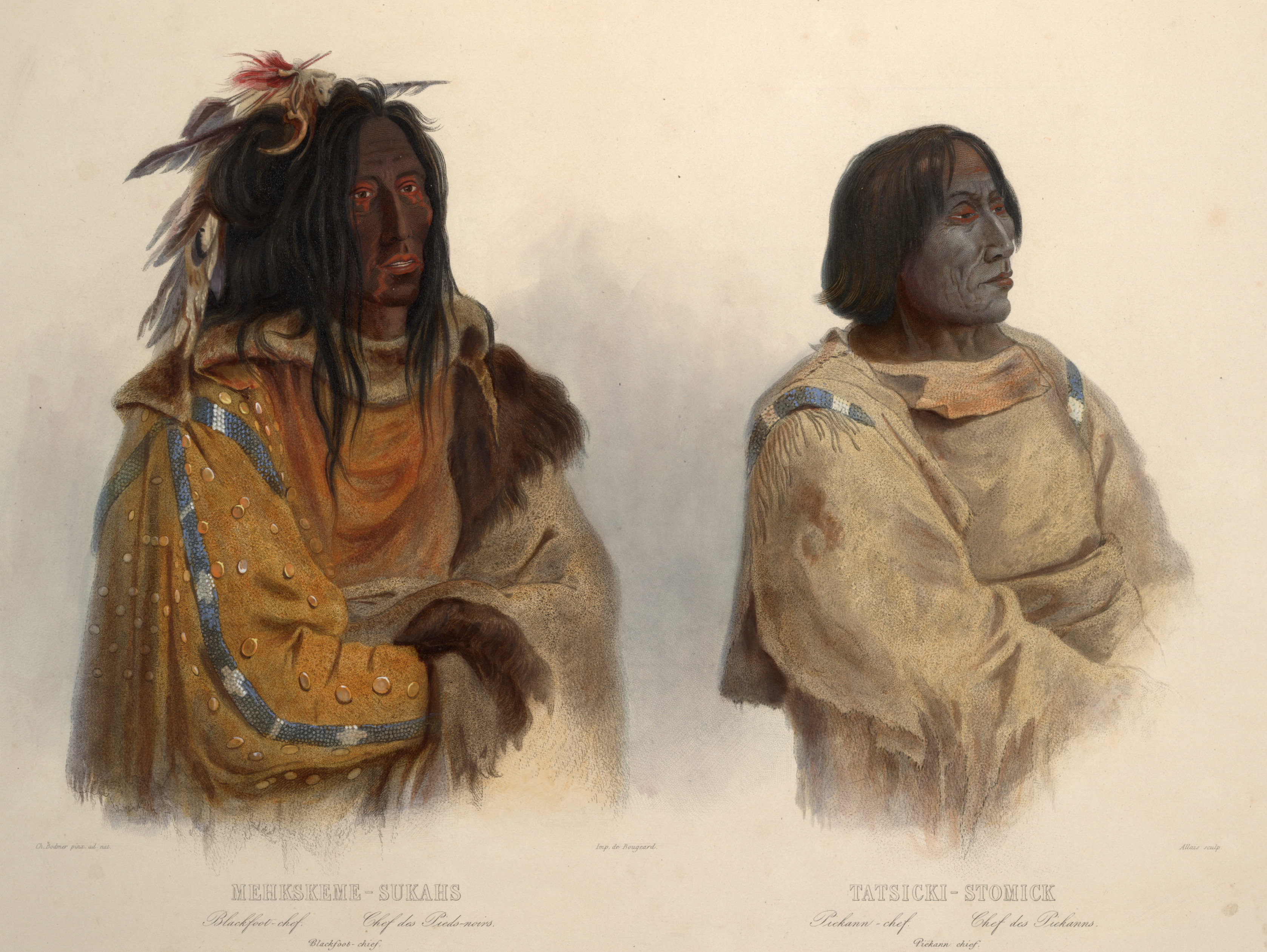
Un chef siksika, à gauche, et un chef pikuni, à droite (Karl Bodmer, 1840-43)

Le terme « Pieds-Noirs » est une traduction littérale du nom pied-noir « Siksika », qui désigne en fait l'une des trois tribus qui forment la confédération. Au Canada, les anglophones utilisent la traduction anglaise « Blackfoot » qui est également souvent utilisée en français tandis que, aux États-Unis, c'est la traduction « Blackfeet » qui est la plus courante. Ce dernier terme est plus souvent utilisé pour faire spécifiquement référence aux Pieds-Noirs qui habitent aux États-Unis.  On les appelait également, autrefois, les « Gens du Large » ou, pendant le premier siècle après les premiers contacts avec des marchands européens, « Archithinue ».
L'expression « Confédération des Pieds-Noirs » est couramment utilisée pour désigner l'ensemble des Pieds-Noirs de manière collective ; les termes « nation pied-noir » ou simplement « Pieds-Noirs » sont également utilisés à cet effet. Les Pieds-Noirs, qui sont majoritairement anglophones, utilisent généralement l'expression « Blackfoot Confederacy » (ou « Blackfeet Confederacy » aux États-Unis). En pied-noir, ils utilisent surtout le terme « Niitsitapi » (aussi orthographié Nitsitapii, Nitsi-tapi, Nitsitapi ou Niitsitapii), qui signifie « le peuple originel » ou « le vrai peuple ». Cependant, selon Hugh Dempsey, ce terme fait davantage référence à l'ensemble des Premières Nations et leur endonyme serait « Soyi-tapi » (aussi orthographié Soyi-tapix ou Chokitapix), qui signifie « le peuple de la prairie »,,.
Chacune des tribus pieds-noirs a son propre nom. Les Siksikas, dont l'endonyme est à l'origine du nom collectif, sont également appelés « Pieds-Noirs » et « Blackfoot ». Leur nom a été attribué à l'ensemble de la nation parce qu'ils sont les premiers à avoir rencontré les Européens et il est devenu connu auprès des Canadiens parce que le chemin de fer du Canadien Pacifique passe tout près de leur réserve. Les Pikunis sont également appelés « Piikanis », « Piégans » et « Peigans » ; ceux des États-Unis sont également appelés « Blackfeet ». Les Gens-du-Sang sont également appelés « Kainahs », « Kainawas », « Akainai », « Kainai », « Blood » ou « Sang ».
Selon une légende, la nation pied-noir se serait divisée en trois camps pour mieux défendre son territoire. Quelque temps après cette scission, un homme du camp du nord aurait visité le camp du sud-est, qui avait été victime de feu de prairies, et aurait demandé à voir le chef, mais chaque personne rencontrée lui aurait dit qu'elle était le chef ; il aurait donc nommé cette tribu « Akainai » (« la tribu de plusieurs chefs »), et ce serait ce nom qui aurait été, par la suite, modifié en « Kainai », l'endonyme des Gens-du-Sang. De l'autre côté, les Gens-du-Sang auraient nommé sa tribu « Sik-sikah » (« pieds noirs »), en raison des mocassins noirs portés par le visiteur. Ce dernier se serait ensuite rendu au troisième camp ; voyant que les femmes ne s'occupaient plus du tannage des peaux, de telle sorte que certaines personnes portaient des vêtements faits de peaux encore garnies de morceaux de viande séchée, il aurait nommé cette tribu « Apikuni » (« peau moche »), plus tard modifié en Pikuni.

## Culture

### Mode de vie traditionnel

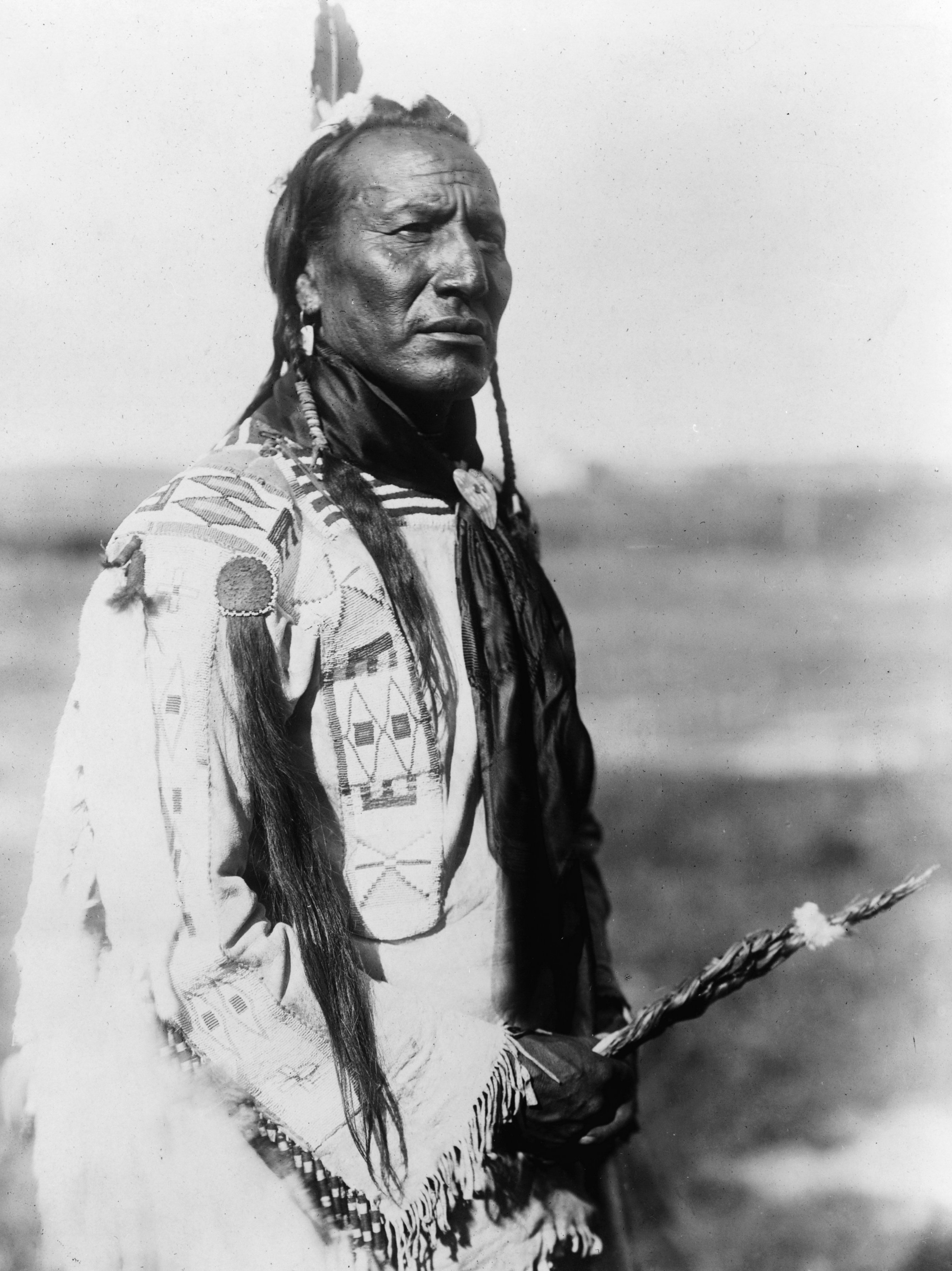
Le chef pikuni Big Mouth Spring en tenue traditionnelle, vers 1910.

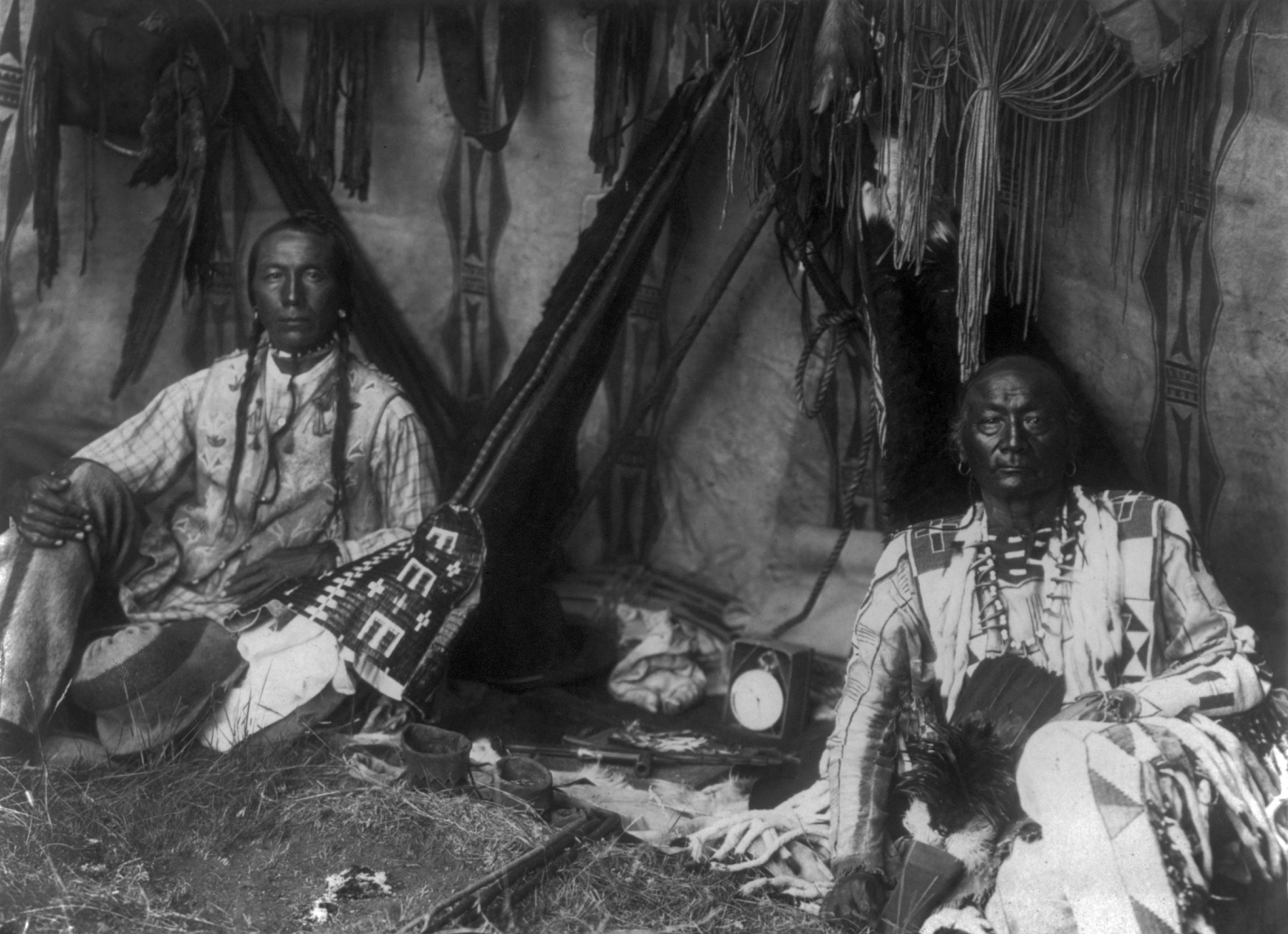
Deux Pikunis assis dans leur hutte, vers 1911.

Les Pieds-Noirs pratiquaient traditionnellement le nomadisme, se déplaçant en permanence d'un bout à l'autre de leur territoire et vivant principalement de la cueillette et de la chasse, en particulier de la chasse au bison dont ils suivaient les troupeaux. En fait, leur subsistance tournait autour du bison : la viande servait pour se nourrir, les os pour confectionner des poignées et des ustensiles, et les peaux pour fabriquer des vêtements et des sacs ainsi que pour couvrir les tipis. Ils étaient également des guerriers redoutés. Pour attirer les troupeaux d'herbivores, ils pratiquaient le brûlis sur de grandes étendues de la prairie sauvage pour en favoriser la repousse.

#### Organisation sociale
L'unité sociale de base des Pieds-Noirs était la bande. La taille moyenne de ces bandes varie, selon les sources, d'une vingtaine de personnes à une vingtaine de foyers, soit environ 160 personnes,. La taille du groupe était suffisamment grande pour lui permettre de se défendre contre les attaques et pour chasser collectivement, mais aussi suffisamment petite pour faire preuve de souplesse. Chaque bande était constituée d'un chef respecté et de sa proche famille, mais également d'autres personnes n'appartenant pas à sa famille. En effet, une bande étant surtout définie par son lieu de résidence, la parenté était accessoire et un individu pouvait librement la quitter pour en rejoindre une autre. Ainsi, lorsqu'une bande faisait face à des temps difficiles, ses membres pouvaient se séparer et rejoindre d'autres bandes. En pratique, les bandes se formaient et se dispersaient en permanence. Cette organisation très flexible était idéale chez un peuple de chasseurs. 

#### Chasse

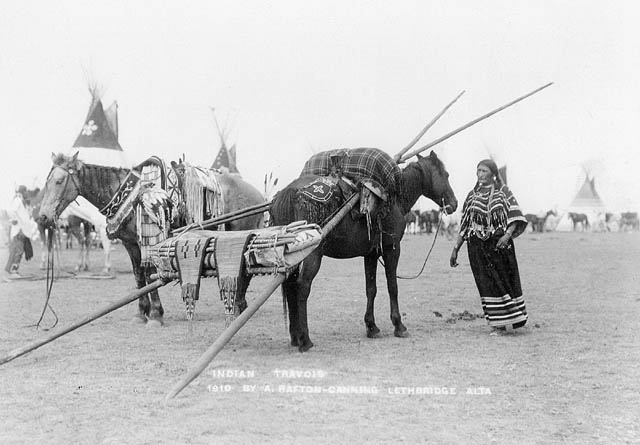
Femmes kainah avec un travois attelé à un cheval, vers 1910

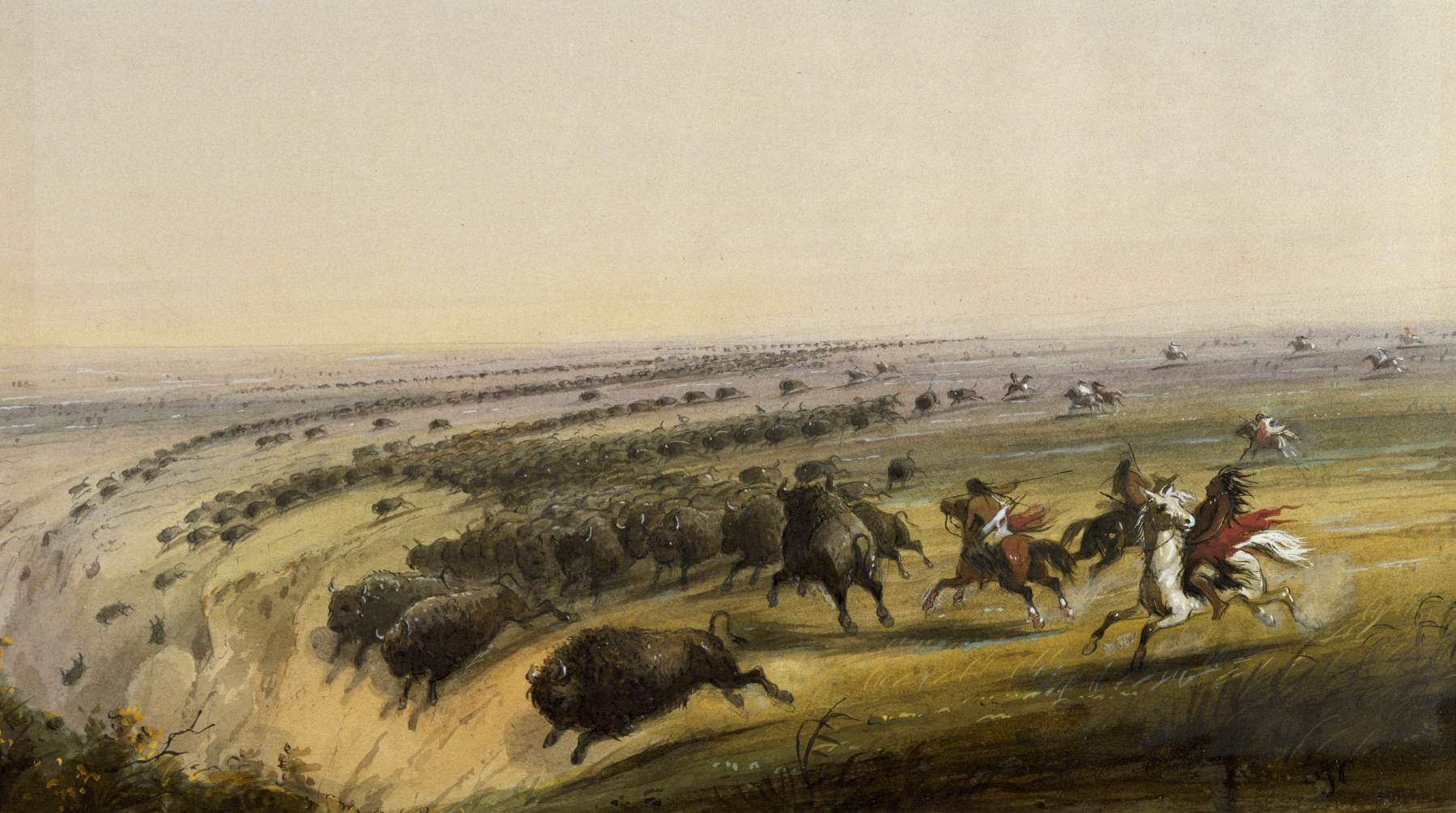
Bisons poussés en bas d'un précipice à bison (Alfred Jacob Miller, 1858-60)

Les Pieds-Noirs ne pratiquaient pas l'agriculture et leur vie était étroitement dépendante des bisons qui servaient de base à leur nourriture et à leur habillement. Avant l'arrivée des chevaux et des objets européens, ils se déplaçaient à pied et utilisaient des chiens pour tirer leurs travois, rabattre les troupeaux de bisons et, dans les périodes de famine, fournir un substitut alimentaire de secours. Lorsque les chevaux furent introduits, ils les utilisèrent pour se déplacer et pour chasser, mais aussi pour tirer leurs travois.
Ils avaient trois principales techniques de chasse. La plus ancienne consistait à utiliser un piskun, c'est-à-dire une falaise qui servait de précipice à bisons où les bisons sont poussés en bas, les bisons survivants étaient tirés dans des enclos construits au bas de la falaise ; celui de Head-Smashed-In est particulièrement notoire. Une autre technique était de se rapprocher d'un petit troupeau et d'abattre les meilleurs bisons pendant que les autres bisons grouillaient autour. La troisième technique était la poursuite où les hommes montés sur leurs meilleurs chevaux poursuivaient le troupeau de bisons en fuite et tiraient les bêtes de près.

### Territoire ancestral
Le territoire des Pieds-Noirs recouvrait le Sud de l'Alberta et le Nord du Montana actuels, s'étendant de la rivière Saskatchewan Nord au nord jusqu'à la rivière Missouri au sud (toutes deux appelées Omaka-tey en pied-noir) et depuis les montagnes Rocheuses à l'ouest jusqu'à la montagne de Cyprès à l'est. Les Pikunis contrôlaient le territoire à partir des montagnes Rocheuses, les Gens-du-Sang étaient entre Red Deer et la rivière Bow (respectivement appelées Omak-etook-tey et Ponoka-sis-sok-tey en pied-noir) et les Siksikas étaient au nord.

### Spiritualité traditionnelle

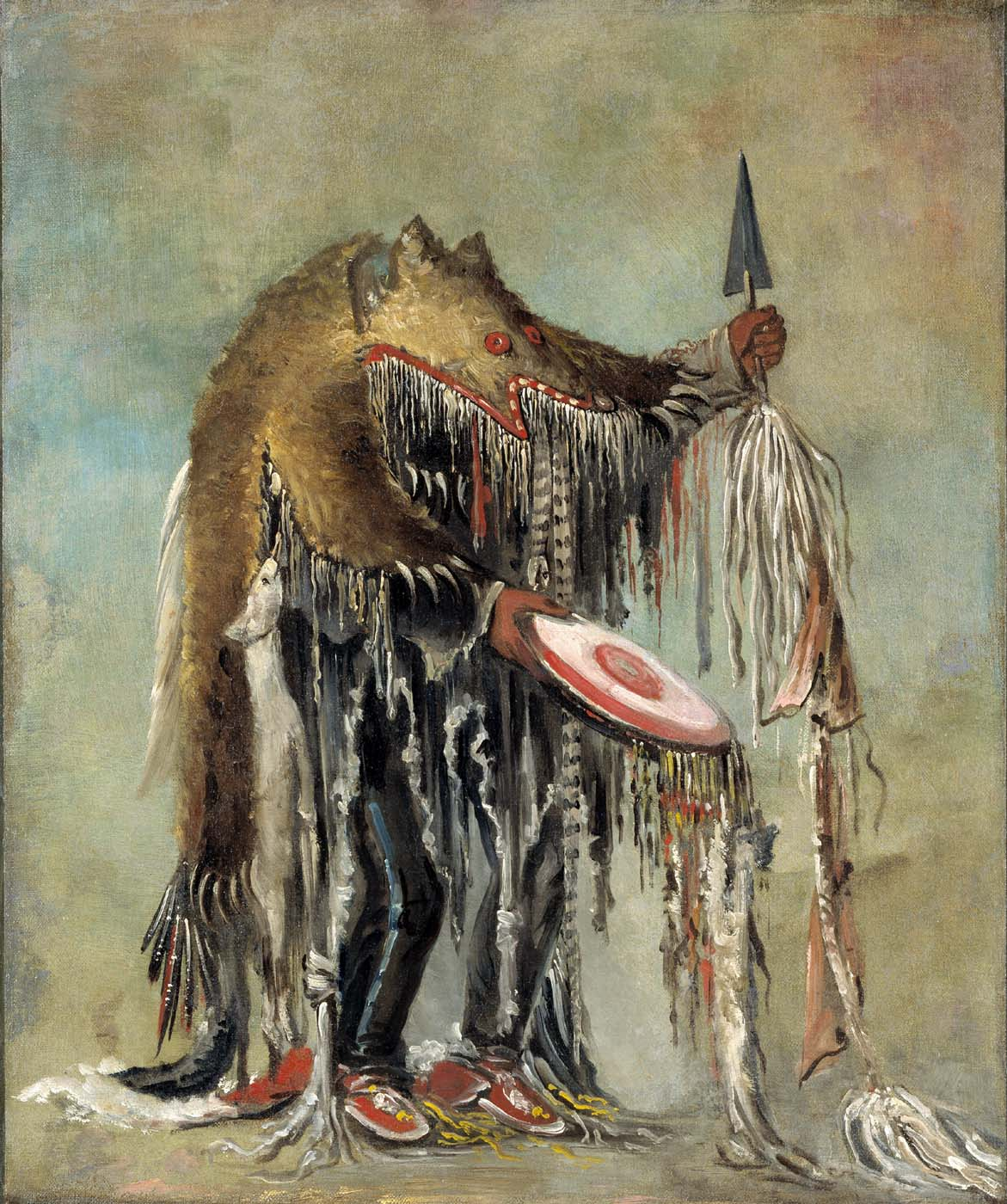
Homme-médecine siksika (peinture de George Catlin, 1832).

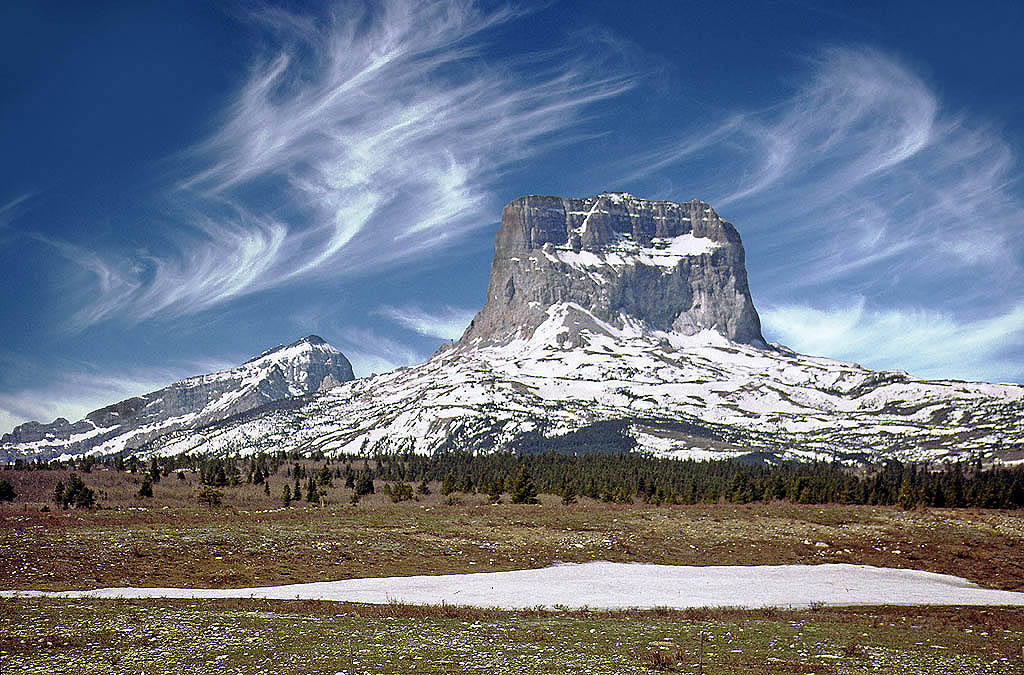
Chief Mountain (« montagne du chef ») est un site sacré pied-noir,.

Les Pieds-Noirs considéraient le bison (appelé in-niw en pied-noir) comme un animal sacré et ils lui consacraient des cérémonies religieuses. Ils croyaient que c'était un cadeau que leur avait fait le Soleil et, chaque fois qu'ils tuaient un bison albinos, ils laissaient sa peau en offrande au Soleil.

### Musique et danse

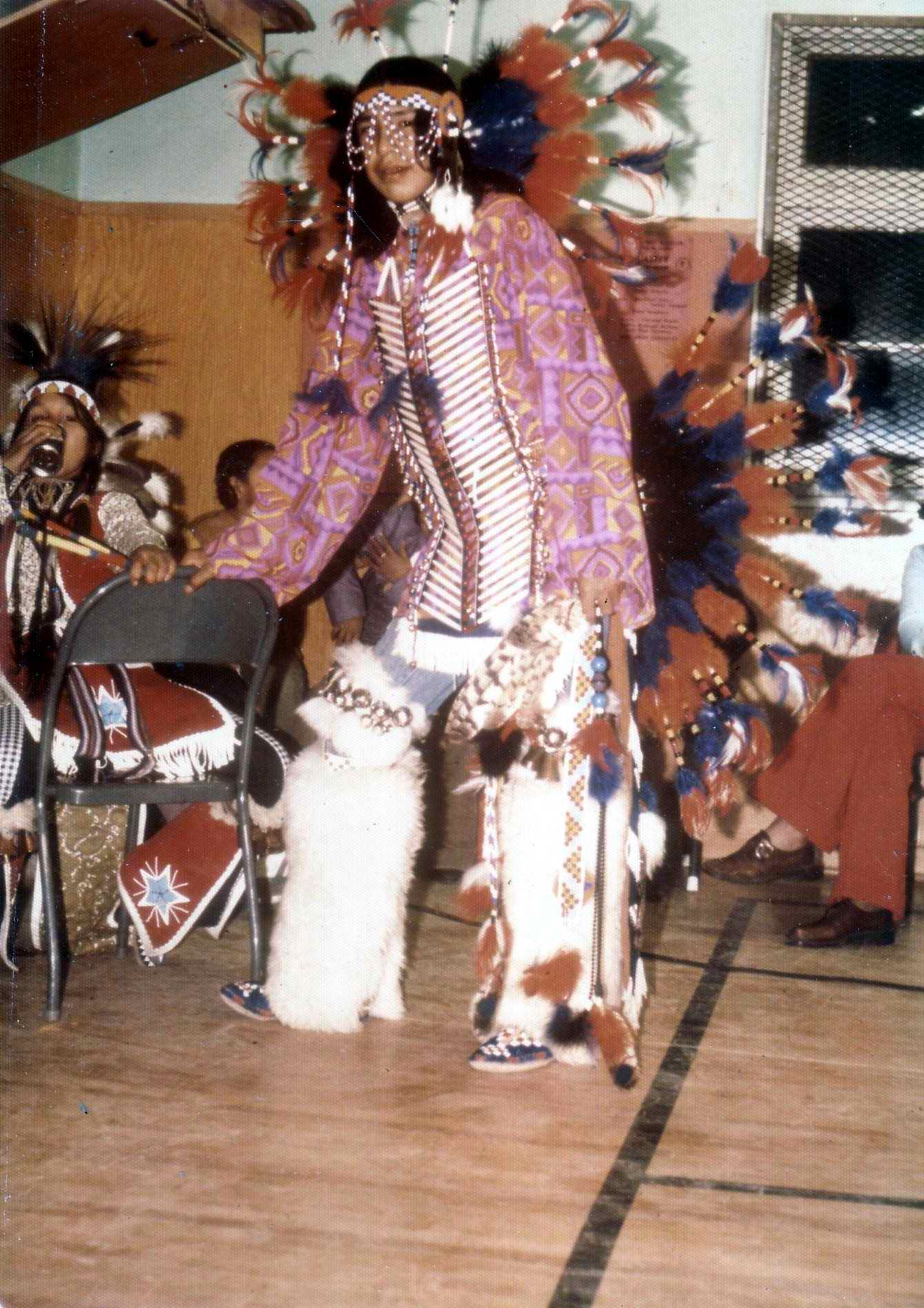
Danseur pied-noir en Alberta en 1973.

Traditionnellement, la musique pied-noir consistait en du chant accompagné par des percussions. La plupart des chansons étaient interprétées par des hommes et plus souvent par des chefs ou d'autres leaders.

## Histoire

### Origines

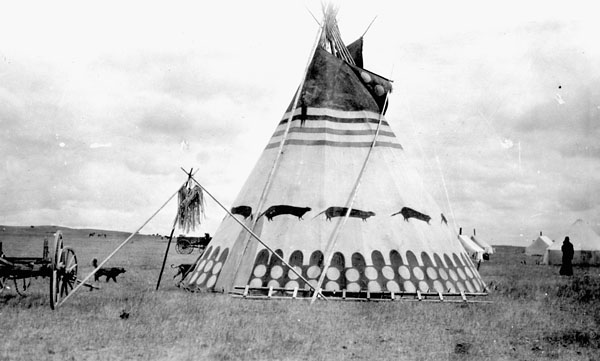
Un tipi pied-noir dans les années 1880

Selon les premiers explorateurs blancs, les Pieds-Noirs sont venus dans les Prairies à partir des régions forestières de l'Est (aujourd'hui le Centre de la Saskatchewan), mais ils n'avaient, déjà à cette époque, plus aucune caractéristique des Indiens des forêts ; les Pieds-Noirs eux-mêmes n'avaient pas de souvenir de venir des forêts et niaient cette hypothèse en disant qu'ils sont dans les plaines depuis plusieurs générations.
Il existe plusieurs théories à propos de l'origine des Pieds-Noirs, mais la plus commune est que la nation, assaillie de tous côtés, aurait décidé de se diviser en trois camps principaux afin de défendre les frontières de son territoire : contre les Cris au nord, les Indiens des montagnes au sud-ouest et contre les Corbeaux, les Assiniboines et les Sioux au sud-est. Ils étaient à l'origine un peuple nomade qui subsistait principalement grâce à la chasse au bison dont ils suivaient les troupeaux.

### Introduction des chevaux et des objets européens

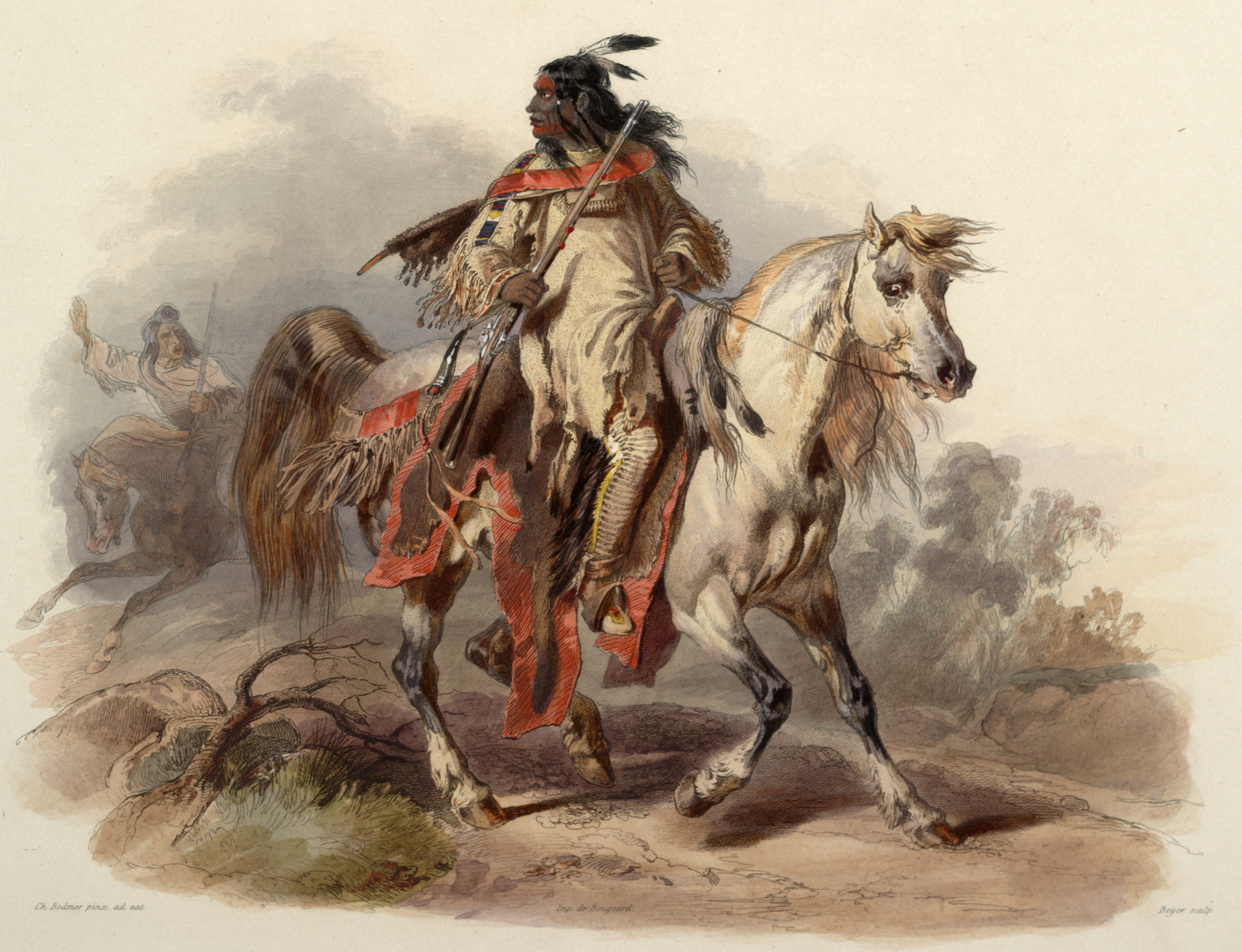
Indien pieds noir à cheval (illustration de Karl Bodmer, 1840-43)

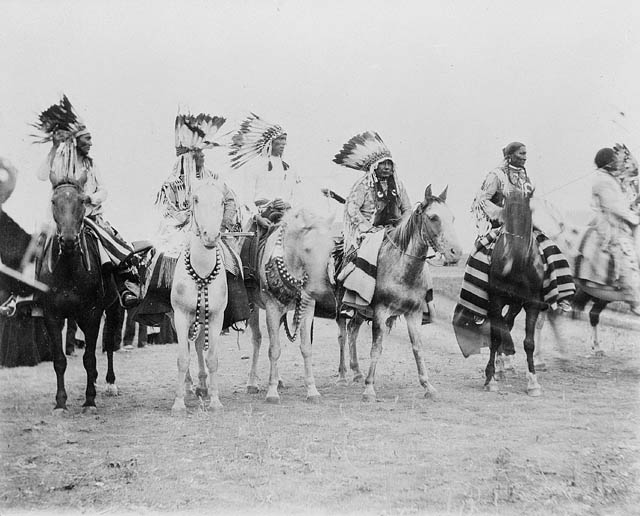
Des guerriers pieds-noirs à cheval, vers 1907

Les Pieds-Noirs ont entendu parler de l'homme blanc et ont été en contact avec ses inventions avant de le rencontrer. En effet, les objets européens, tels que des couteaux, des haches, des pots et des fusils, troqués avec les tribus plus à l'est depuis les années 1600 avaient fait leur chemin jusque dans les Prairies grâce au troc entre les tribus amérindiennes, principalement par les Cris et les Assiniboines qui formaient la Confédération de fer (en)(Nehiyaw-Pwat) chacune d'elles les échangeant à grands prix. Les Pieds-Noirs ont obtenu leurs premiers chevaux au début des années 1700 ; ceux-ci venaient du sud et étaient des descendants des chevaux apportés par les Espagnols au Mexique qui ont donné la race des mustangs. 
Lorsque les Amérindiens reçurent des armes à feu, les Pieds-Noirs durent commencer une guerre afin de défendre leur territoire. En effet, celui-ci était assailli au nord et à l'est par les Cris et les Assiniboines qui étaient mieux armés et qui envahissaient constamment leur territoire tandis qu'à l'ouest les Kootenays et les autres tribus des montagnes faisaient régulièrement des expéditions à la recherche de bisons. D'ailleurs, à cette époque, les Pieds-Noirs furent forcés de se déplacer vers le sud et élargirent ainsi leur territoire dans le Montana actuel et durent de plus en plus abandonner la partie du territoire au nord de la rivière Bow sans la quitter complètement puisque, en 1841, Sir George Simpson de la Compagnie de la Baie d'Hudson nota que la rivière Saskatchewan Nord était la frontière qui séparait le territoire des Pieds-Noirs de celui des Cris.

### Contact avec les Européens

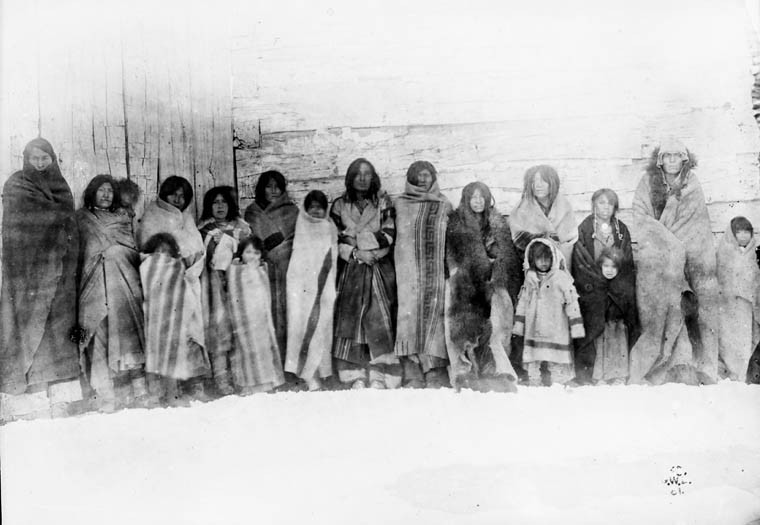
Des Gens-du-Sang au, en 1881

Le document le plus ancien attestant la rencontre entre des Indiens des Plaines, probablement pieds-noirs, et un Européen est The Kelsey Papers de Henry Kelsey, écrit vers 1690,; ensuite, vers le milieu du XVIIIe siècle, ce sont les Siksikas qui échangèrent avec les marchands de fourrure en premier d'où l'attribution du nom de leur tribu à l'ensemble de la nation. Les Britanniques commencèrent à établir des postes de traite dans les plaines vers la fin du siècle. Les Pieds-Noirs y commerçaient principalement de la viande séchée, des peaux de bison et des chevaux. Parce que leur territoire ne comportait pas d'animaux à fourrure, la vie quotidienne des Pieds-Noirs a été moins influencée par les compagnies commerciales que celle des Amérindiens vivant plus à l'est et au nord, où celles-ci les incitaient à devenir des trappeurs et des chasseurs.
Au début des années 1800, bien que leur territoire s'étendait de plus en plus aux États-Unis, les Pieds-Noirs continuaient de commercer davantage avec les Britanniques que les Américains, ces derniers étant même considérés comme des ennemis. Ceci est dû au fait que les premiers Américains de l'expédition Lewis et Clark ont tué un Pikuni en 1806 et que les Américains avaient une méthode commerciale différente : ils allaient eux-mêmes trapper et chasser pour la fourrure au lieu d'établir des forts et d'inciter les Amérindiens à apporter des fourrures comme le faisaient les Britanniques. Vers 1831, une entente de paix fut établie entre les Pieds-Noirs et l'American Fur Company qui construisit le premier poste de traite américain en territoire pied-noir, le fort Piegan, situé le long de la rivière Missouri. Par la suite, les Pieds-Noirs développèrent leur talent de commerçants en opposant les Britanniques et les Américains pour avoir les meilleurs prix.
En 1837, les Pieds-Noirs furent victimes de l'épidémie de variole. La maladie a été apportée en Amérique à bord d'un navire européen et les Amérindiens n'ayant jamais été en contact avec elle en souffrirent grandement. La population des Pieds-Noirs fut drastiquement réduite, passant d'une population totale estimée de 13 200 individus en 1832 à 7 200 en 1841.

### Signature des traités

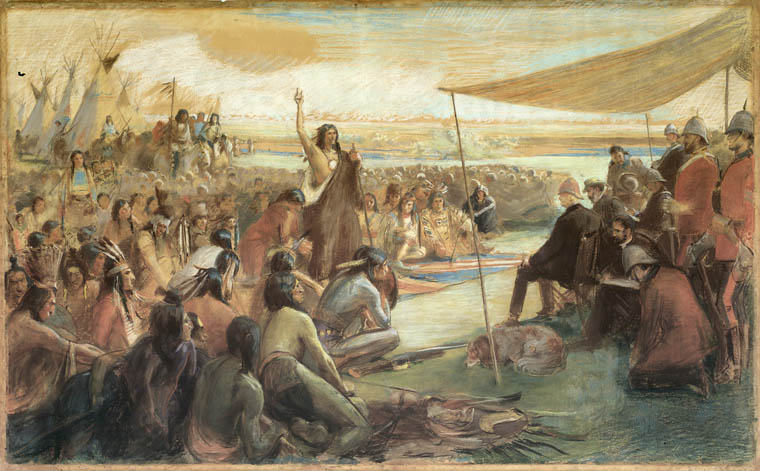
Crowfoot s’adressant au marquis de Lorne lors d'une assemblée d'Indiens à Blackfoot Crossing, en Alberta, le 10 septembre 1881

En 1855, les Pieds-Noirs signèrent un traité avec le gouvernement américain. Les signataires incluaient 14 Pikunis, 8 Gens-du-Sang et 4 Siksikas ; les chefs pikunis étaient présents, mais la majorité des Gens-du-Sang et des Siksikas ne se déplacèrent pas puisque leurs territoires de chasse étaient sous contrôle britannique. Par ce traité, les Pieds-Noirs abandonnèrent leurs droits sur une partie de leur territoire du Montana pour que les Américains puissent y construire un chemin de fer en échange de droits de chasse exclusifs, de rentes annuelles et de quelques autres bénéfices. Par la suite, l'arrivée de Blancs dans le territoire pied-noir du Montana s'accrut rapidement, d'abord des commerçants et des missionnaires, mais la découverte d'or dans le territoire apporta plusieurs chercheurs d'or, marchands et propriétaires de ranch.
Les Pieds-Noirs conservèrent leur mode de vie traditionnel basé sur la chasse aux bisons jusqu'à la quasi extinction de cette espèce au début des années 1880. À cette époque, ils furent forcés de s'adapter aux changements provoqués par l'installation des colons européens sur leurs territoires ancestraux.
En 1877, les trois nations pieds-noirs du Canada ainsi que les Tsuu T'ina et les Assiniboines signèrent le Traité numéro 7 et s'installèrent dans des réserves dans le Sud de l'Alberta. Ce traité définit la superficie des réserves comme étant d'un 1 mi2 (2,6 km2) pour 5 habitants. Il comprenait également des clauses disant que les Amérindiens signataires recevraient des outils, de l'équipement agricole, des filets et du bétail en plus de 5 $ par année, 25 $ pour le chef et 15 $ pour un conseiller ou un chef mineur. Une fois installés dans des réserves, commença une période particulièrement difficile pour les Pieds-Noirs qui durent s'adapter à un mode de vie entièrement différent tout en étant confrontés à des maladies nouvelles que leur peuple n'avait pas encore connues. Après leur installation dans des réserves et leur sédentarisation, les échanges entre les nations pieds-noirs furent réduits et chaque tribu évolua relativement à sa propre situation locale.

## Démographie

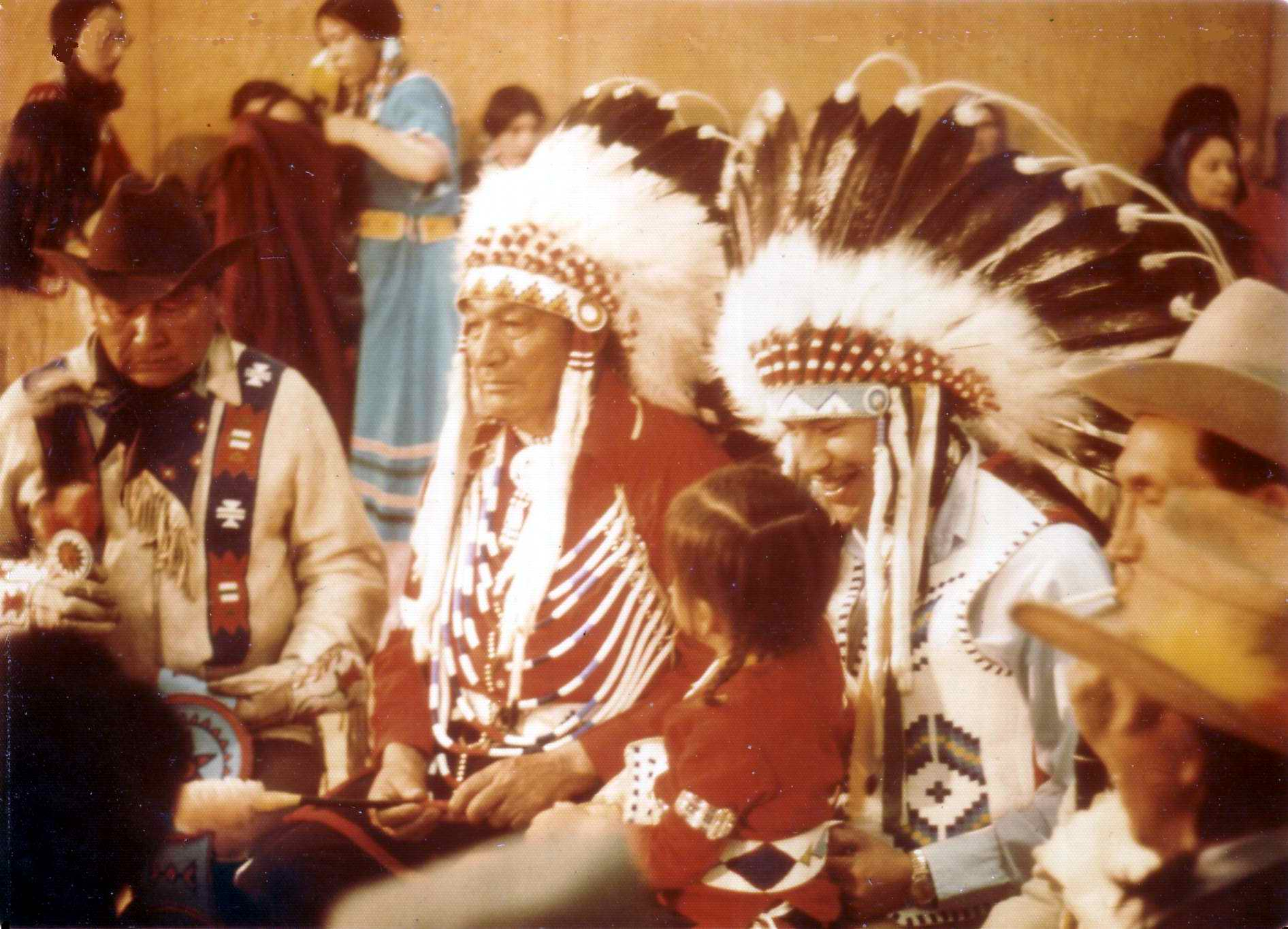
Rassemblement des Pieds-Noirs en Alberta en 1973

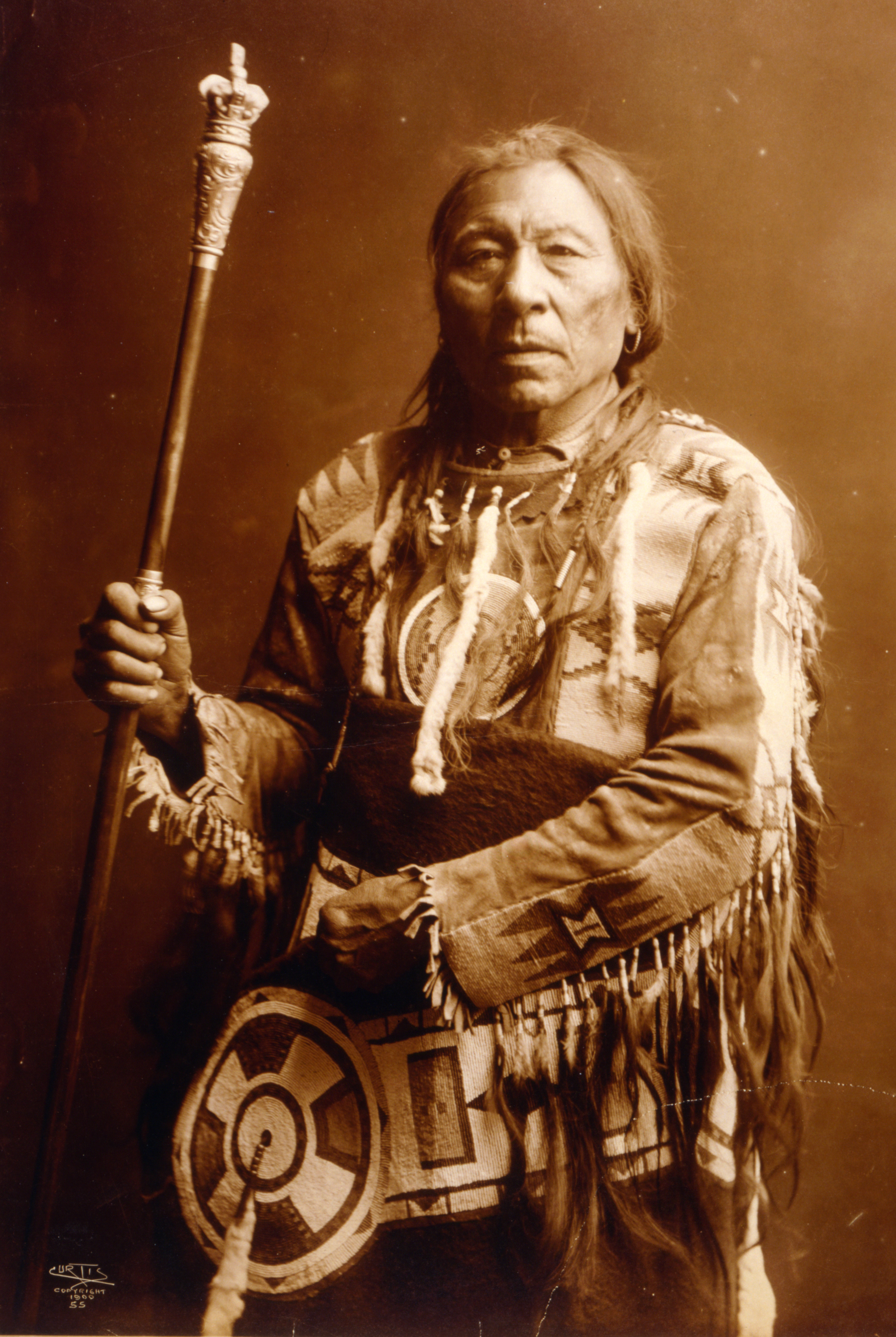
Le chef siksika Aatsista-Mahkan, vers 1900 (Edward Sheriff Curtis)

Les Pieds-Noirs sont principalement répartis dans quatre réserves indiennes : trois en Alberta au Canada et une au Montana aux États-Unis. Chaque nation pied-noir canadienne a sa propre réserve qui porte son nom : Siksika 146, Piikani 147 et Blood 148. Les Pikunis du Sud habitent majoritairement celle du Montana, la réserve indienne des Pieds-Noirs.
| Année | Siksikas | Kainahs | Pikunis                     | Population totale            |
| ----- | -------- | ------- | --------------------------- | ---------------------------- |
| 1809  | 1 600    | 800     | 2 800                       | 5 200                        |
| 1823  | 4 000    | 2 400   | 4 400                       | 10 800                       |
| 1832  | 3 600    | 3 600   | 6 000                       | 13 200                       |
| 1841  | 2 400    | 2 000   | 2 800                       | 7 200                        |
| 1853  | 2 320    | 2 160   | 2 320                       | 6 800                        |
| 1870  | 1 808    | 1 696   | 2 640                       | 6 144                        |
| ...   | ...      | ...     | ...                         | ...                          |
| 2000  | 5 314    | 9 051   | 31 848                      | 46 213                       |
| 2010  | 6 641    | 11 074  | 30 833                      | 48 548                       |
| 2014  | 6 982    | 11 828  | 3 641 (au Canada seulement) | 22 451 (au Canada seulement) |

## Économie
L'économie des réserves pieds-noirs est, au XXIe siècle, principalement basée sur l'élevage et l'agriculture. Quelques manufactures et usines de petite taille sont en activité discontinue.

## Personnalités notables
- Aatsista-Mahkan (Lapin Courant), chef siksika du XIXe siècle
- A-ca-oo-mah-ca-ye (Vieux Cygne ou Plume), chef siksika du XIXe siècle
- Isapo-muxika (Pied de Corbeau), chef siksika du XIXe siècle
- Debora Juarez, réputée première personnalité amérindienne élue au conseil de la ville de Seattle
- Natos-api (Vieux Soleil), chef et sorcier guérisseur siksika du XIXe siècle
- Otahkomiota (Cheval Jaune), chef siksika du XIXe siècle puis de toute la nation Blackfoot de 1911 à 1920
- No-okska-stumik (Trois Bisons), chef pied-noir du XIXe siècle
- Sotai-na (Chef de la Pluie) ou Kyaiyi-stamik (Bison Ours)[48], chef kainah du XIXe siècle
- Stu-mick-o-súcks (Dos Gras de Bison), chef sang du XIXe siècle

### Littérature
- Nancy Huston, Cantique des plaines, le personnage de Miranda,